# St. George’s Memorial Church (Ypern)

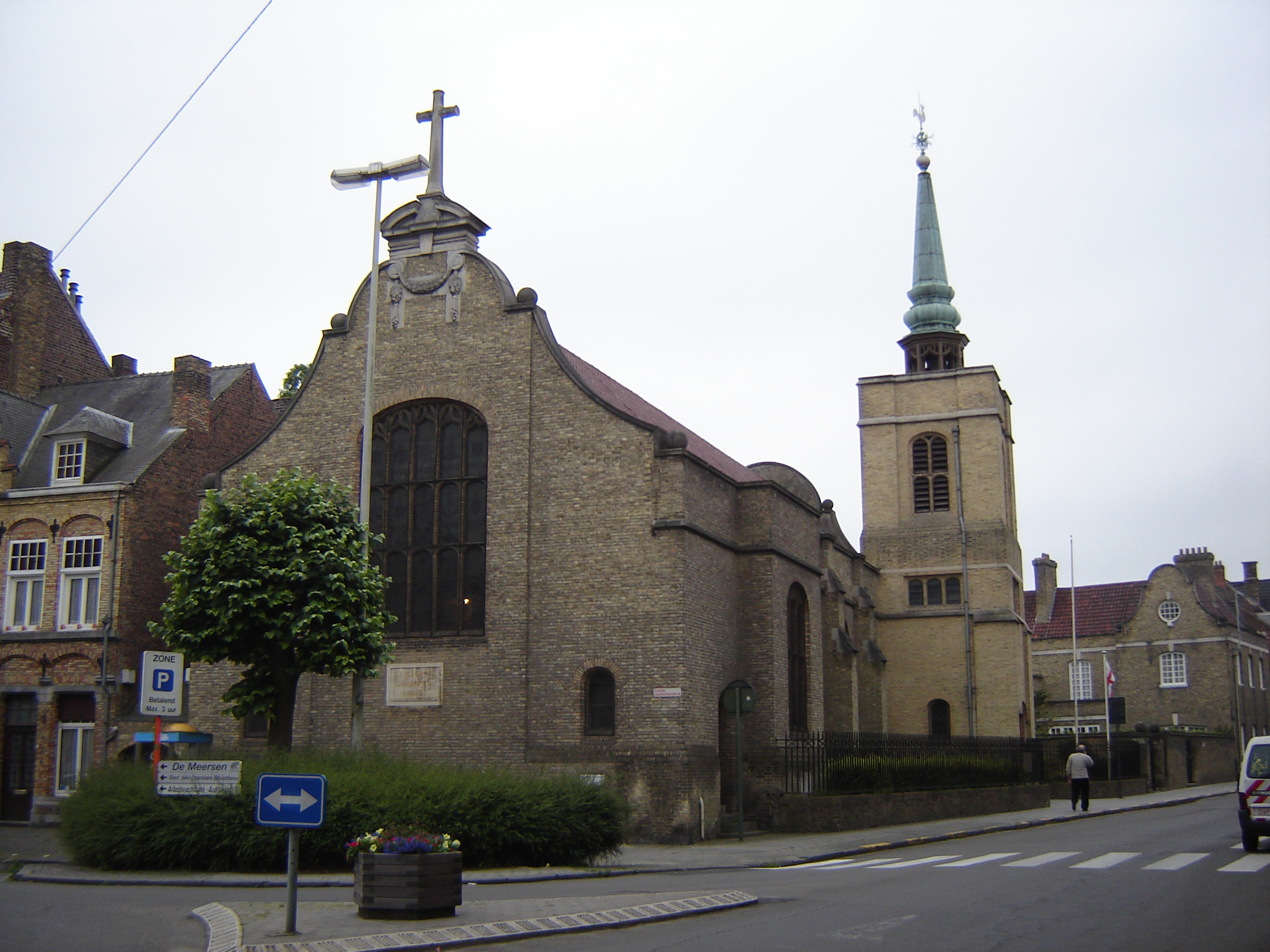
St. George’s Memorial Church

Die Saint George’s Memorial Church ist ein anglikanisches Kirchengebäude in Ypern, Provinz Westflandern in Belgien. Sie gehört zur Archdeaconry North-West Europe in der Diocese in Europe der Church of England.

## Geschichte
Die Kirche wurde von 1927 bis 1929 gebaut, um an über 250.000 britische und Commonwealth-Soldaten zu erinnern, die während des Ersten Weltkrieges (1914–1918) den vier Flandernschlachten gefallen waren. 
Die Erbauung erfolgte aufgrund eines Aufrufs der Veteranenvereinigung The Ypres League und ihres Vorsitzenden Feldmarschall Sir John French (1852–1925) zum Bau einer britischen Gedenkstätte.
Der Grundstein wurde am 24. Juli 1927 von Feldmarschall Lord Plumer gelegt, Architekt war Sir Reginald Blomfield. Die Weihe des Gotteshauses nahm der Bischof von Fulham am 24. März 1929 vor. 
Die Kirche ist täglich ab 9:30 bis zum Sonnenuntergang geöffnet.